# Sócrates Nolasco
Arístides Sócrates Henríquez Nolasco. Nació en la antigua villa de Petit-Trou, hoy Enriquillo, Provincia Barahona, el 20 de marzo de 1884. Fueron sus padres el general Manuel Henríquez y Carvajal, prócer de la Restauración y militante del Partido Azul, y Juliana Nolasco, maestra de escuela. Hermano paterno de Francisco Henríquez y Carvajal y Federico Henríquez y Carvajal
Se destacó como autor de obras de ficción, principalmente cuentos, pero también fue articulista e historiógrafo que supo exaltar las gestas restauradoras. 
Sus Cuentos Cimarrones son el mejor legado que ha dejado a la posteridad, los cuales son catalogados como maravillosos, tal como él mismo lo expresa en el prólogo de su obra, parecen formar parte de su vida misma como algo natural y espontáneo. También ejerció el periodismo.
Falleció a la edad de 96 años, el 2 de julio de 1980.